# Higanygőzlámpa
A higanygőzlámpa az izzólámpánál újabb, két-háromszor jobb hatásfokú fényforrás. Főként külső vagy terjedelmes belső terek általános megvilágítására alkalmas.

## Felépítése és működése
A higanygőzlámpa felépítésére – mint általában a nagynyomású kisülőlámpákra – jellemző, hogy a kisülőcső egy külső búrában helyezkedik el. Mivel nagyobb higanygőznyomáshoz nagyobb áramsűrűség és térerősség tartozik, a higanygőzlámpa kisülőcsöve a fénycsőnél lényegesen rövidebb és kisebb keresztmetszetű.

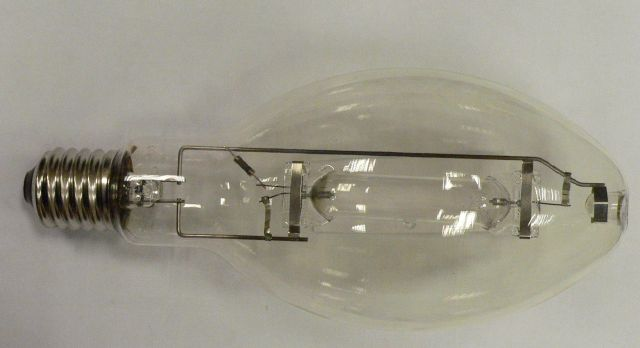
Higanygőzlámpa

A higanygőzlámpa alkatrészei: a fej, a külső búra, az állvány, a kisülőcső, a fém tartóbordák és egyben áramvezetők, a gyújtóellenállás, valamint a külső búra belső felületére felvitt fénypor-réteg.
A kisülőcső fajlagos falterhelése 3–8 W/cm², átlagos falhőmérséklete kb. 1000 K, ezért kvarcból készül. Az árambevezető a kisülőcsőbe molibdénfóliákkal történik, hasonlóan a halogénlámpákhoz. Mivel ennek a fényforrásnak a gyújtása nem külön glimmlámpás gyújtóval történik, a (fő)elektródok mellett ún. segéd- vagy gyújtóelektródákat is találunk. A főelektródok volfrámból készülnek, aktiváló anyaguk vagy a felületükön, vagy a katódspirál menetei között helyezkedik el. A kisülőcső (kvarctest) elektromos csatlakozását és mechanikai tartását a nikkel (vagy nikkelezett vas) tartóborda, ill. az áramvezetők biztosítják.
A működő lámpa kisülőcsövében, az ív tengelyében a hőmérséklet igen nagy (5-6000 K). Ezen hőmérsékleten a bejuttatott higanycsepp teljes egészében gőzzé alakul s mivel a saját folyadékával nem érintkezik, nem telített, hanem túlhevített (telítetlen) állapotban van. Ez annyit jelent, hogy a beadagolt higany tömege adott körülmények között megszabja az ionizált és gerjesztett higanyatomok mennyiségét, vagyis döntő hatással van a lámpa elektromos és fénytechnikai paramétereire. Adott teljesítményhez adott kisülőcsőhossz és adott tömegű higanybevitel tartozik, tehát – ellentétben a fénycsőgyártással – itt pontosan ügyelni kell a higanymennyiségre, amely teljesítménytől függően néhány mg.
A búra anyaga általában keményüveg, egyes kisebb teljesítményű, belső téri világításra gyártott lámpáknál lágyüveg. A búrának több funkciója van: védi a kisülőcsövet, megakadályozza a Mo-bevezetők oxidációját, hordozza a fényport, végül kiszűri a maradék UV-sugárzás zömét. A búrát a stabil falhőmérséklet beállítása céljából 1–3·104 Pa nyomású Ar–N2 eleggyel töltik.
Stabilan üzemelő lámpában a higanygőz nyomása bar (100 kPa) nagyságrendű, ezen a nyomástartományon alakul ki az a 20–50 V/cm térerősség, amely az optimális működéshez szükséges. Startergázra a nagynyomású lámpában is szükség van; a higanyon kívül a kisülőcső néhány ezer Pa nyomású argont is tartalmaz. Az argon a higanygőzzel Penning-keveréket alkot.
A higanygőzlámpákat 125 W-ig E26/E27, 125 W felett E39/E40 fejjel látják el.

## Tulajdonságok
A nagynyomású higanygőzlámpa átlagos élettartama 16-20 000 óra, kezdeti fényhasznosítása 50-60 lm/W. (Pl. a 250 W-os típus kezdeti fényárama 13 klm). A gyakori kapcsolások a fényáramcsökkenést a higanygőzlámpánál is gyorsítják. Az élettartam legelején a fényáram meredekebben csökken, ami azzal indokolható, hogy a gyártás során a kisülőcső falán és az elektródokon mindig maradnak adszorbeálódott gázok, és gőzök, melyek az üzemelés első 100-200 órájában kötődnek meg véglegesen, bizonyos öntisztulást idézve elő a kisülőcső terében.
Az élettartam során az elektródokra felvitt emittáló anyag párolog, az emisszióképesség csökken, ennek következtében megnövekszik a gyújtás időtartama, továbbhevülnek az elektródok, ami újabb anyag-párolgást és porladást, végeredményben fényáramcsökkenést eredményez.
A fényáramcsökkenéshez az is hozzájárul, hogy a kisülőcső falfeketedése miatt egyre kisebb intenzitású UV sugarak érik a fényport, tehát a fénypor által emittált fény is gyengébb lesz, másrészt a fénypor lassú szerkezeti átalakulása (öregedése) a kvantumhatásfok csökkenéséhez vezet.

## Színvisszaadás - színhőmérséklet
A nagynyomású higanykisülésben a látható vonalak mellett főként a 365 nm-es UV-vonal gerjed. A leggyakrabban alkalmazott higanylámpafénypor az európiummal aktivált ittrium-vanadát, ami által sikerült javítani a lámpa eredendően gyenge színvisszaadását; így a „de luxe” kivitelű lámpák színvisszaadási indexe 57 (a standard típusé 50 alatt). A nagyobb színvisszaadási indexű lámpák korrelált színhőmérséklete 4000 K, a kisebbé 3400 K körüli. Érthető tehát, hogy a higanygőzlámpát olyan külső tereken és nagykiterjedésű belső tereken alkalmazzák, ahol a színvisszaadásra nincs különösebb igény.

## Energiamérleg
A higanygőzlámpába bevezetett összes energiának összesen mintegy 16-17%-át kapjuk vissza fény formájában. Több mint 80%-a sugárzott vagy elvezetett hő, vagyis veszteség; 3-4% mint UV-sugárzás lép ki a lámpából. Ma már a sokkal korszerűbb és gazdaságosabb egyéb nagynyomású lámpák birtokában kijelenthető, hogy a higanygőzlámpa inkább a múlt fényforrása, mint a jövőé. A legutóbbi évtizedek világítástechnikai rekonstrukcióját jellemezte a higanygőzlámpák fokozatos kiváltása nagynyomású nátriumlámpákkal (közvilágítás, ipari világítás). A higanygőzlámpák életben maradása azonban még hosszú évtizedekig várható a korszerű LED-es világítási formák megjelenése ellenére is. Ennek oka, hogy a higanygőzlámpák gyártása kiforrott, rutinszerű  gyártástechnológiává vált. A higanygőzlámpák beszerzési költsége pl. nátriumlámpákkal ellentétben igen csekély. Működtető részegységei könnyedén és olcsón beszerezhetőek, kiegészítő áramköri elemeinek meghibásodására csak nagyon ritkán kerül sor. Megjegyzendő az a kísérleti irányvonal az iparágban, hogy a higanygőzlámpák egyszerű kiváltását olyan nátriumlámpák kifejlesztésével igyekeznek megvalósítani, ami belső gyújtót és egyéb részegységeket kompletten a lámpabúrán belül tartalmaznak. Ennek az irányvonalnak a nem titkolt célja, hogy a higanygőzlámpáktól lényegesen jobb szín- és fényáram-hasznosítású nátriumlámpákat olyan meglévő lámpatestekben is lehessen alkalmazni, melyek áramkörileg higanygőzlámpák működtetésére készültek. Az ilyen belső gyújtószerkezettel ellátott lámpák (vélhetően a kevés gyártásmennyiség miatt) még igen drágák, így a hagyományos higanygőzlámpák kerülnek továbbra is az ilyen lámpatestekbe. A Távol-Keleten a higanygőzlámpák fejlesztése nem állt le, gyártásuk nagy ütemben zajlik, elsősorban a színvisszaadás és fényhasznosítás területén történnek a fejlesztések és kutatások. Megjegyzendő tény, hogy a higanygőzlámpák fejlesztésében világszínvonalú, úttörő kutatásokat (az akkor még magyar) Tungsram vállalat végzett, melynek kutatási tapasztalatai nagyban hozzájárultak a világban elterjedt HPS nátriumlámpák kifejlesztéséhez is. Az 1990-es évekig a higanygőzlámpák gyártása szinte zömmel a magyar Tungsram gyárban történt, ahonnan kiváló minőségű higanygőz és speciálisan kifejlesztett izzók kerültek a világ minden tájára. A mai higanygőz és nagynyomású HPS izzók szinte kizárólag a Távol-Keleten készülnek. Magyarországon az izzógyártás és a közel százéves fényforrás-fejlesztő kutatás is megszűnt.

## Típusok
Alkalmazásukat tekintve három alapvető típus létezik:
1, A világítási célú higanygőzlámpa, teljesítmény szerint 50, 80, 125, 175, 250, 400 W-os típusokat gyártanak. Egyes cégek foglalkoznak irányított fényű higanygőzlámpák gyártásával is, ilyenkor a kisülőcsövet a reflexiós bevonattal ellátott búrába szerelik.
2, A hangulatkeltő hatású UV-lámpa, amely a külső búrában tér el az alaptípustól. A búra sötét lágyüvegből készül, a látható sugárzást majdnem teljesen elnyeli, az UV-t a 315-400 nm tartományban átengedi (UV A ) . Ez a tulajdonsága alkalmassá teszi lumineszkáló anyagok gerjesztésére, megjelenítésére.
3, Az orvosi kvarclámpa, amely lényegében külső búra nélküli kisülőcső. Mivel a búra nélkül nagyobbak a hőveszteségek, a csővégeket az elektródok magasságáig hőreflektáló fémbevonattal látják el. A legkorszerűbb kvarclámpák olyan kvarcüvegből készülnek, amely a távoli UV-t nem engedi át, s így nem okoz ózonképződést, valamint fémadalékokat tartalmaz az UV vonalak fokozása céljából. A lámpákat nemcsak orvosi gyakorlatban (téli napfénypótlás) alkalmazhatják, hanem egyéb területeken is, ahol az UV sugárzás hatásait kívánják hasznosítani (pl. Eprom beégetés). De orvosi céllal alkalmaznak még germicid csöveket is, ami a kvarclámpák egy speciális típusa. Elsősorban fertőtlenítő hatása miatt szélesen elterjedt az egészségügyben, levegő fertőtlenítésre. Egyéb helyszíneken számtalan kiviteli formája ismert, egészen a víz fertőtlenítésen át a várótermek fertőtlenítéséig. A germicid csövek UV C sugárzási spektruma rendkívül roncsoló hatású az emberi szem számára, ezért olyan helyen alkalmazható csak, ahol a közvetlen beletekintés szavatoltan gátolva van, illetve emberi szövettel közelről sehogyan sem érintkezhet. Létjogosultságát az egészségügyi intézmények közel 80 éve alkalmazva igazolják. A germicid csövek csak körültekintéssel alkalmazhatóak hagyományos áramköri elemekkel, leggyakoribb kiviteli formája fénycsőre emlékeztet. Kizárólag UV álló lámpatestbe szerelhetőek, melyek a látható UV fényt terelőlapokkal irányítják megfelelő irányba (pl. felfelé).
Léteznek ún. ultranagynyomású (UHP) higanygőzlámpák, melyekben a nyomás a 200 bart is eléri. A higanyspektrum vonalai itt már annyira kiszélesednek, hogy megközelítik a folytonos színképet, így nagymértékben javul a színvisszaadás. Főként projektorokban alkalmazzák ezt a lámpatípust.